# Vassilissa Melentieva
 (avril 2017).
Si vous disposez d'ouvrages ou d'articles de référence ou si vous connaissez des sites web de qualité traitant du thème abordé ici, merci de compléter l'article en donnant les références utiles à sa vérifiabilité et en les liant à la section « Notes et références ».
Pour les articles homonymes, voir Melentieva.
Vassilissa Melentieva (en russe : Васили́са Меле́нтьева) (morte en 1579) était tsarine du tsarat de Russie et la sixième femme d'Ivan le Terrible.
Avant son mariage avec Ivan, elle avait épousé un officier mort pendant la guerre de Livonie. 
Ivan découvre quelques mois après leur mariage sa liaison avec un prince nommé Devletev. En punition, il l'oblige à regarder son amant subir le supplice du pal et l'enferme à vie dans un couvent.

## Art et littérature
La figure historique de Vassilissa Melentieva est le sujet de plusieurs œuvres artistiques et littéraires dont la pièce de théâtre d'Alexandre Ostrovski, Vassilissa Melentieva, écrite en 1867.